# 영봉로 (안성시)
영봉로(Yeongbong-ro)는 경기도 안성시 도기교차로에서 안성시 안성동 터미널교차로를 잇는 도로이다.

## 주요 경유지
경기도
- 안성시 (안성동)

## 노선
| 이름          | 접속 노선                       | 소재지 | 소재지 | 비고 |
| ------------- | ------------------------------- | ------ | ------ | ---- |
| 도기 교차로   | 안성맞춤대로 알미산로           | 안성시 | 안성동 |      |
| 옥천 교차로   | 발화대길                        | 안성시 | 안성동 |      |
| 현수 교차로   | 지방도 제325호선 (배티로)       | 안성시 | 안성동 |      |
| 현수교        |                                 | 안성시 | 안성동 |      |
| 가현 교차로   | 지방도 제302호선 (진안로)       | 안성시 | 안성동 |      |
| 가현교        |                                 | 안성시 | 보개면 |      |
| 터미널 교차로 | 국도 제38호선 (서동대로) 비봉로 | 안성시 | 안성동 |      |

## 주요 건물및 시설
- 안성시 수소충전소 (영봉로 139/현수동 86)